# San Pedro Pochutla
San Pedro Pochutla (del náhuatl: Pochotlan ‘pochotl: pochote, ceiba; -tlan: lugar donde abunda’‘Lugar de la ceiba’) es una ciudad ubicada al sur del estado mexicano de Oaxaca, cabecera de uno de los 570 municipios que lo conforman.
Es un importante centro comercial, de transporte y administrativo para el distrito de Pochutla en el este de La Costa. Pochutla está ubicada en el cruce de la carretera federal 200 y la carretera federal 175 a Oaxaca, con la 175 funcionando como la vía principal de la ciudad. El municipio es conocido por incluir en su término municipal dos comunidades costeras muy turísticas: Puerto Ángel y Zipolite.

## Toponimia
Su nombre original en el extinto idioma local, el pochuteco, era Güeuatlán, y la mayor parte de la ciudad está construida sobre el lecho de un lago que fue drenado durante el período virreinal.

## Historia
El área de Pochutla fue poblada por grupos de zapotecos originarios de Amatlán, Miahuatlán y Cuatlán en el siglo VIII. El asentamiento ahora conocido como Pochutla se fundó casi al mismo tiempo que los cercanos Loxicha, Cozoaltepec y otros. Históricamente, Pochutla nunca llegó a ser parte del Imperio azteca, pues la zona formaba parte del dominio mixteco de Tututepec. En la época de la conquista española, la localidad española de Pochutla fue fundada por Pedro Molina, Isidro Salinas, Julio Díaz y otros, inicialmente con el nombre de Huehuetán.
Los lugareños se convirtieron al cristianismo y la primera iglesia se fundó al sur de la ciudad moderna y se llamó San Pedro Huehuetán Laguna. Gran parte de la ciudad moderna está construida sobre lo que fue el lecho de un lago. Debido a enfermedades como la malaria y la fiebre amarilla, este lago fue drenado. Más tarde en el período virreinal, el nombre se cambió a Pochutla debido a la cantidad de árboles de ceiba en la comarca.
Según la tradición y las evidencias arqueológicas ubicadas en los cerros de Vigía, Espino y El Cometa, en la ciudad había armas escondidas por piratas, a los que llamaban «pichilingües».
En 1833, los rebeldes conservadores liderados por el general Valentín Canalizo huyeron por aquí mientras eran perseguidos por las tropas gubernamentales. Su última batalla fue en el cercano Rancho Soledad, en el que fueron destruidos por las fuerzas federales, lo que obligó a los soldados restantes a dispersarse.
Los rebeldes conservadores continuaron activos en esta región hasta la década de 1860 con José Eustaquio Manzano y Apolonio Manzano a la cabeza de la causa rebelde, revitalizada debido a la aprobación de las Leyes de Reforma. En 1858 y 1859, las fuerzas federales fueron enviadas aquí para someter a los rebeldes que se habían lanzado a la guerra de guerrillas. La última batalla entre los hermanos Manzano y las tropas federales tuvo lugar en 1860, siendo los hermanos capturados y llevados a la capital del estado en 1861.
El municipio cuenta con una reserva petrolera denominada Aragón, a cinco kilómetros de la comunidad de Puerto Ángel. El yacimiento iba a ser explotado por una empresa inglesa, que trajo equipos en 1937, pero la expropiación del petróleo en 1938 por parte del presidente Lázaro Cárdenas lo detuvo y aún no se ha aprovechado.
Hasta finales del siglo XX, gran parte de la población de la zona vivía de la agricultura de subsistencia, siendo el único trabajo disponible durante la temporada de cosecha en las plantaciones de café. En la década de 1970, el gobierno estatal expropió la mayor parte de la tierra costera de Zipolite a Zapotengo y la convirtió en ejido o tierra comunal con el objetivo de desarrollarla. En el año de 2003 se le concedió el título de ciudad a la cabecera municipal, del mismo nombre.
Durante la huelga de maestros de 2006 en el estado de Oaxaca, los grupos que apoyaban y se oponían a la huelga se enfrentaron en la carretera federal 175. La carretera fue bloqueada por quienes apoyaban la huelga para evitar que quienes se oponían a ella realizaran su “Marcha por la Educación”. Esta se encontraba bloqueada con autobuses y automóviles que impedían la salida de quienes se dirigían a la capital del estado.
Otras huelgas recientes han sido las de los taxistas y otros trabajadores del transporte, que han bloqueado las carreteras, lo que ha provocado pérdidas monetarias para el municipio. La disputa se ha centrado en las concesiones para el transporte de pasajeros entre Pochutla y comunidades de playa como Zipolite. Las acciones de los huelguistas han incluido el bloqueo de carreteras, incluida la carretera costera 200.

## Lenguas
La lengua local era hasta principios del siglo XX el pochuteco, una lengua extinta estrechamente emparentada con el náhuatl que recibió influencia lingüística del chatino.

## Gobierno
En los últimos años ha habido alternancia en el gobierno entre las dos fuerzas políticas más importantes en la región: el Partido Revolucionario Institucional (PRI) y el Partido de la Revolución Democrática (PRD); desde 2018 el partido político Morena ha sido el vencedor en las elecciones municipales, siendo presidenta durante los periodos 2019-2021 y 2022-2024, la LCM Saymi Adriana Pineda Velasco, quien actualmente, cumple la función de Secretaria de Turismo del Estado de Oaxaca.

## Economía
La población económicamente activa se dedica principalmente al comercio y servicios al turismo, en menos medida a la construcción, agricultura y educación.

## Gastronomía
La gastronomía tradicional está constituida por los tamales, especialmente de iguana y de chepil, las cocadas, el nicuatole, diferentes variedades de tostadas de coco y mantequilla, las diferentes variantes de comida mexicana hechas a partir de productos del mar, además del café  de olla, esto por sus cercanías a una de las zonas cafetaleras más importantes del estado.

## Hermanamientos
La ciudad de San Pedro Pochutla tiene hermanamientos con dos ciudades mexicanas:
1. Oaxaca, México (2019)[13]
2. Ciudad Nezahualcóyotl, México (2020)[14]